# Museo Nacional de Utica
El Museo Nacional de Utica (en francés: Musée national d'Utique; en árabe: المتحف الوطني بأوتيك‎) es un museo arqueológico ubicado en Útica (Túnez). Está dedicado a preservar importantes objetos históricos de la historia de las civilizaciones del norte de África.

## Historia
Desde principios del siglo XX, había planes para crear un museo en Utica. El museo había adquirido diferentes objetos a través de varias excavaciones. De acuerdo, con el Instituto de Patrimonio de Túnez, no se sabe exactamente la fecha de fundación del museo, pero en un artículo del cómite arqueología de 1924, Abbé Moulard menciona que el museo ya ha sido clasificado. El edificio del museo se había deteriorado en la década de los 80, por lo que se construyó un edificio anexo, en el cual este fue inaugurado en 1990. El museo albergaba artefactos descubiertos por las excavaciones de M. Fendri, que fueron repatriados en 2003. En 2006 se construyó una galería al aire libre para exhibir diferentes esculturas. En enero de 2010, la Guardia Nacional de Bizerta informó del descubrimiento de una necrópolis tras el saqueo de algunas tumbas por parte de los habitantes del pueblo de Beni Nafa. La Guardia informó al Instituto Nacional de Patrimonio, el guardia incautó varias cerámicas, que luego fueron guardadas en las reservas del museo. En 2014, se exhibieron cuatro máscaras del museo en la ciudad de Nueva York. En 2015, se informó que 2019 personas visitaron el museo. En julio de 2017, se agregaron visitas virtuales al museo con una versión adaptada de Google Street View para interiores junto con otros museos en Túnez. En octubre de 2017 se organizó un concierto de música clásica con la participación de los artistas rumanos Andreea Ciornenchi Grigoras y Bogdan Grigoras del "Duo Violons".

## Colecciones

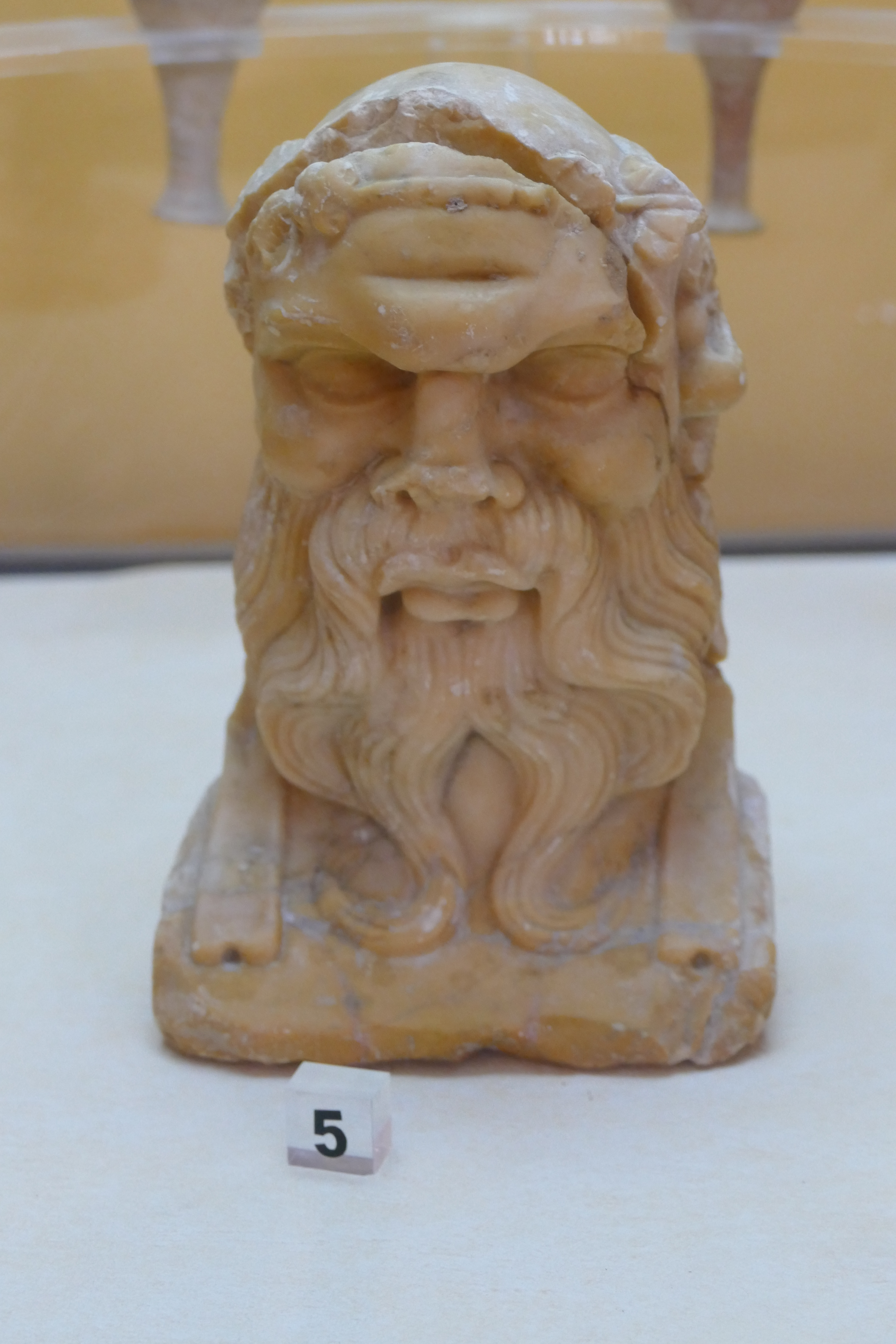
Escultura exhibida en el museo

El museo está dividido en dos salas, una de época púnica y otra de época romana. El museo contiene exhibiciones de mosaicos, estatuas y cerámicas. El museo también tiene exhibiciones de joyería. El museo contiene objetos de la necrópolis púnica como mobiliario funerario. El museo presenta en sus reservas capiteles jónicos, que se clasifican en dos tipos. Además, el museo contiene inspriciones púnicas.